# Fernandez et Cie
Fernandez et Cie war ein französischer Hersteller von Automobilen.

## Unternehmensgeschichte
Das Unternehmen aus Paris begann 1900 mit der Produktion von Automobilen. Der Markenname lautete Fernandez. 1901 endete die Produktion. Die Compagnie La Sirène setzte die Automobilproduktion unter dem Markennamen La Sirène fort.

## Fahrzeuge
Das einzige Modell war mit einem luftgekühlten V2-Motor mit 5 PS Leistung ausgestattet. Der Motor war vorne im Fahrzeug montiert und trieb über eine Kardanwelle die Hinterachse an. Als Fahrgestell diente ein Rohrrahmen. Die offene Karosserie bot Platz für zwei Personen und einen Notsitz dahinter.